# Manises

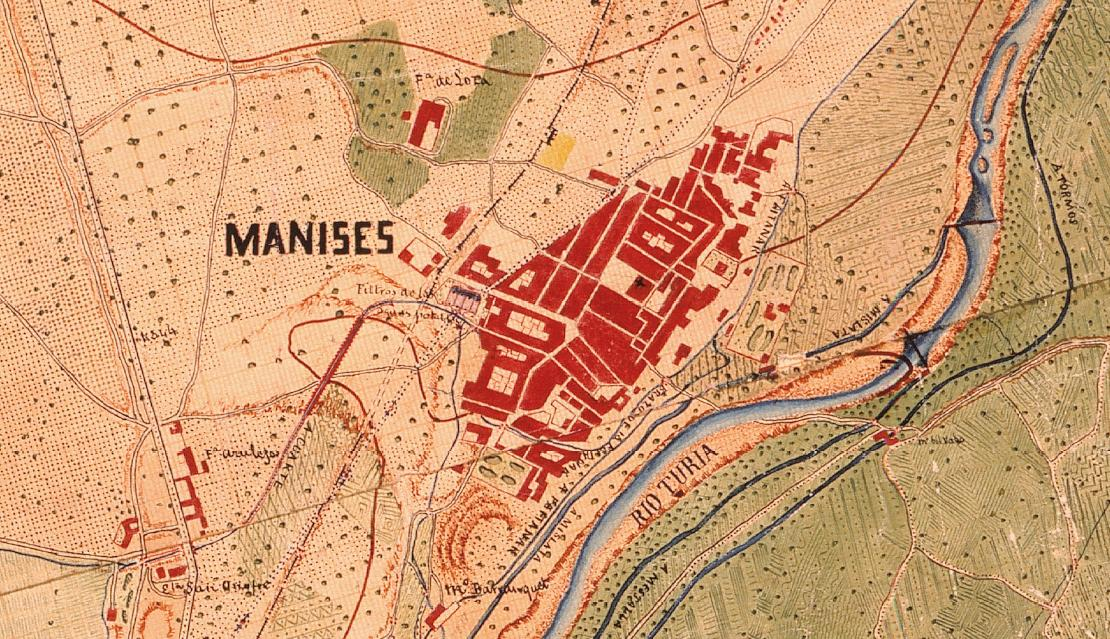
Siedlung Manises 1883

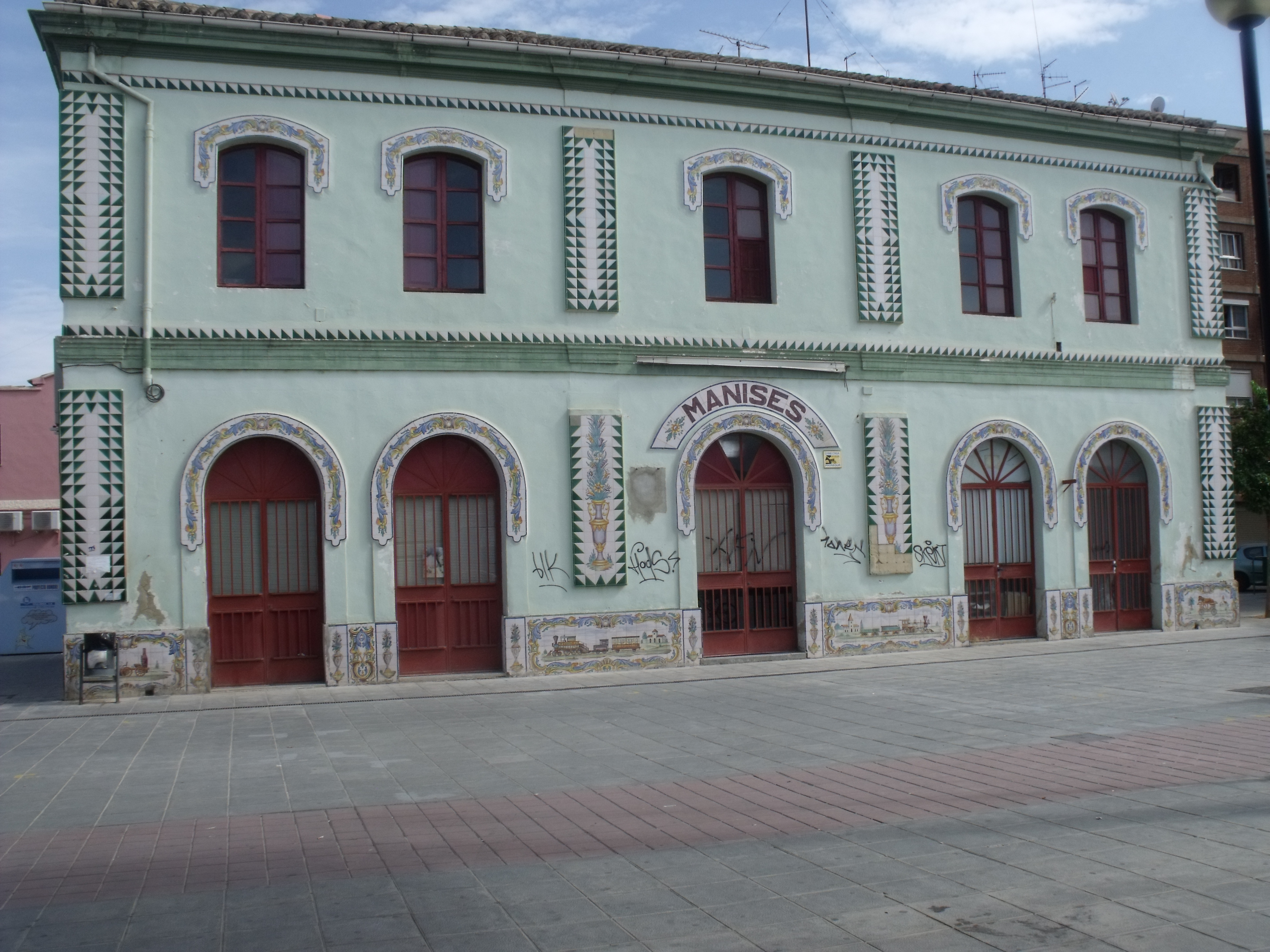
Alter Bahnhof von Manises

Manises ist eine Stadt in der Comarca Huerta Oeste in der Provinz Valencia im Osten von Spanien. 2024 hatte die Gemeinde 32.273 Einwohner. Die Stadt ist besonders für ihre Keramikherstellung bekannt. 
Im Gemeindegebiet von Manises liegt auch der internationale Flughafen Valencia. Eine Linie der Metro Valencia verbindet Manises mit der Stadt Valencia.

## Sehenswertes
- Pfarrkirche aus dem Jahr 1734
- Museo Municipal de Cerámica, eröffnet 1969
- Acueducto Els Arcs
- Molino de Vernís
- Antigua estación de Manises, Bahnhof von 1889